# Pieve Ligure
Pieve Ligure (en ligur Ceive) és un comune italià, situat a la regió de la Ligúria i a la ciutat metropolitana de Gènova. El 2011 tenia 2.578 habitants.

## Geografia
Es troba a la Riviera del Llevant del Golfo Paradiso, a l'est de Gènova. Té una superfície de 3,56 km² i una única frazione, Corsanico. Limita amb les comunes de Bogliasco i Sori.